# Andrej Boldikov
Andrej Sergejevitsj Boldikov (Russisch: Андрей Сергеевич Болдыков) (Tasjtagol, 4 oktober 1983) is een Russische snowboarder. Hij vertegenwoordigde zijn vaderland op de Olympische Winterspelen 2010 in Vancouver. Zijn zus, Svetlana Boldikova, is eveneens in het snowboarden actief.

## Carrière
Bij zijn wereldbekerdebuut, in januari 2005 in Sint-Petersburg, scoorde Boldikov direct zijn eerste wereldbekerpunten. In februari 2011 behaalde hij in Stoneham zijn eerste toptienklassering in een wereldbekerwedstrijd. Op 19 januari 2012 boekte de Rus in Veysonnaz zijn eerste wereldbekerzege.
Boldikov nam drie keer deel aan de wereldkampioenschappen snowboarden, zijn beste resultaat was de vijfde plaats op de snowboardcross tijdens de FIS wereldkampioenschappen snowboarden 2013 in Stoneham.
Tijdens de Olympische Winterspelen van 2010 in Vancouver eindigde Boldikov als vijftiende op de snowboardcross.

## Resultaten

### Olympische Winterspelen
| Jaar | Plaats    | Resultaten         |
| ---- | --------- | ------------------ |
| 2010 | Vancouver | 15e Snowboardcross |

### Wereldkampioenschappen
| Jaar | Plaats    | Resultaten         |
| ---- | --------- | ------------------ |
| 2007 | Arosa     | 55e Snowboardcross |
| 2009 | Gangwon   | 35e Snowboardcross |
| 2011 | La Molina | 32e Snowboardcross |
| 2013 | Stoneham  | 5e Snowboardcross  |

### Wereldbeker
Eindklasseringen
| Seizoen   | Algm | PAR | SBX    |
| --------- | ---- | --- | ------ |
| 2004/2005 | –    | 83e | –      |
| 2005/2006 | 187e | 76e | 48e    |
| 2006/2007 | 299e | –   | 64e    |
| 2009/2010 | 162e | –   | 38e    |
| 2010/2011 | 54e  | –   | 27e    |
| 2011/2012 | –    | –   | Zilver |

Wereldbekerzeges
| Datum           | Plaats    | Onderdeel      |
| --------------- | --------- | -------------- |
| 19 januari 2012 | Veysonnaz | Snowboardcross |